# چنگدو ۲۷۴۳
سیارک ۲۷۴۳ (به انگلیسی: 2743 Chengdu، نامگذاری:1965WR) دو هزار و هفتصد و چهل و سومین سیارک کشف شده‌است که در ۲۱ نوامبر ۱۹۶۵ کشف شد.
قدر مطلق سیارک برابر ۱۲٫۶۰ است.